# Moses Mandel
Moses Mandel (* 13. Mai 1883 in Humenné, damals Österreich-Ungarn, jetzt Slowakei; † 12. Mai 1938 in Davos) war ein gebürtiger Ungar jüdischer Herkunft, später konfessionslos, ab 1918 Schweizer Bürger. Der gelernte Schreiner engagierte sich in der Schweiz als Gewerkschafter, Kämpfer der Anliegen der Arbeiter sowie in der Arbeiterbildungsbewegung. Er war der Vater der Gründungsmutter und langjährigen Leiterin der Stiftung für die Photographie, Rosellina Burri-Bischof.

## Leben und Engagements
Moses Mandel absolvierte von 1897 bis 1901 eine Schreinerlehre. 1902 trat er der Gewerkschaftsbewegung in Budapest bei und studierte sozialistische Literatur. Ein erster Aufenthalt in der Schweiz erfolgte 1907. Vier Jahre später liess er sich in Zürich nieder. Hier machte er Bekanntschaft mit russischen Emigranten, 1914 lernte er Trotzki kennen. Mandel war Mitglied der SP. 1919 hielt er sich vorübergehend in Budapest auf und fungierte als Volkskommissar in der Ungarischen Räterepublik. Nach dem Scheitern des ungarischen Räteexperimentes liess er sich endgültig in Zürich nieder. 1921 trat er der Kommunistischen Partei der Schweiz (KPS) bei. Er war langjähriger Administrator des Kämpfers, am Aufbau des Bildungswesens der KPS Zürich beteiligt und später auch der KPS. Zudem präsidierte er die Bildungszentrale der KPS und die Elternorganisationen der Arbeiterkindergruppen Zürich. 1922 war er Delegierter der KPS am IV. Weltkongress der Kommunistischen Internationalen (Komintern). 1925 kam seine Tochter Rosa Mandel zur Welt. Ab 1928 übte er Kritik am Linkskurs der Komintern, 1930 kam es zum Parteiausschluss. Mandel trat der Kommunistischen Partei-Opposition Schweiz (KPO) bei. Er war auch Administrator der Schaffhauser Arbeiter-Zeitung. 1935 trat er wieder in die Sozialdemokratische Partei der Schweiz ein.